# 火星微量氣體任務衛星
火星微量氣體任務衛星（ExoMars Trace Gas Orbiter、TGO）是欧洲空间局和俄罗斯航天国家集团合作的ExoMars计划中的一部分，该卫星将用于探测火星大气中甲烷和其他微量气体的丰度和时间、空间分布。
2016年3月14日，该卫星与斯基亞帕雷利EDM登陸器搭乘俄罗斯质子号运载火箭成功升空。该卫星还将会在未来负责羅莎琳·富蘭克林號等两个火星探索车的通信中继任务。

## 背景
對火星的調查表明，火星大氣中存在少量甲烷，而且這些甲烷似乎隨地點和時間而變化。這可能表明火星上存在微生物生命，或行星化學活動，如火山或熱液活動。確認火星大氣中甲烷來源的挑戰促使歐空局和NASA計畫派出環繞器，以確定甲烷的產生是否是生物或地質原因，並做為歐空局ExoMars计划中的一部分。
2009年歐空局與NASA簽署火星探索聯合倡議，然而2012年2月NASA因預算削減，決定終止參與ExoMars，以支付詹姆斯‧韋伯太空望遠鏡的成本超支。同年3月歐空局宣布將與俄罗斯航天国家集团合作進行ExoMars计划，俄罗斯航天国家集团將提供發射兩次任務的質子運載火箭，以及漫遊車在2018年任務進入、下降和著陸模組，俄方則可以讓火星微量氣體任務衛星搭載包括最初為福布斯－土壤開發的俄羅斯儀器，並與歐空局分享任務成果的智慧財產。

## 任務經過
2016年3月14日，执行ExoMars-2016发射任务的質子M型運載火箭在哈薩克拜科努爾航天發射場成功点火升空。火星微量氣體任務衛星运行状态良好。2016年10月16日，火星微量氣體任務衛星释放了斯基亞帕雷利EDM登陸器，但10月19日该着陆器着陆时與火星发生高速碰撞，造成登陸計劃失敗，同一天火星微量氣體任務衛星抵达火星環繞軌道。經過大氣制動火星微量氣體任務衛星預定的軌道，並於2018年4月21日開始進行科研調查。

## 技術

帶有斯基亞帕雷利EDM登陸器的火星微量氣體任務衛星（左）的大小，與火星快車號（右）和普通人相比

火星微量氣體任務衛星的衛星平台大小為3.2m*2m*2m，重3732公斤，其中科學儀器載荷重116公斤，主發動機424牛頓，用於進入和調整軌道，載荷儀器所需電力主要由長17.5公尺的太阳能光伏提供，其能夠在一個軸上旋轉，提供2000瓦電力，另有2個備用锂电池，總容量約為 5100瓦時，可在進入火星陰影範圍時提供電力。火星微量氣體任務衛星透過X波段的无线电波與地球通信，功率為65瓦。

## 載荷
主要科學儀器為比利時研發的红外线和紫外线光谱仪，及俄羅斯研發的紅外線光譜儀，透過光譜儀檢測火星大氣層中的微量氣體，其靈敏度可達十億分之一，以及俄羅斯研發高分辨率超熱中子探測器 (FREND)，可探測火星近地表1米內是否存在水或水合物形式的氫痕跡。另外還搭載瑞士研發的彩色和立體表面成像系統 ( CaSSIS )，用於構建火星表面的精確地形，將成為未來火星著陸任務候選著陸點位置的重要工具。
火星微量氣體任務衛星同時肩負火星車與地球之間的通訊中繼，該任務由NASA提供的厄勒克特拉近距鏈路載體進行，雖然斯基亞帕雷利EDM登陸器登陸失敗，但火星微量氣體任務衛星仍將擔任未來登陸任務的中繼衛星。

## 成果
火星微量氣體任務衛星於2018年4月15日拍攝了火星表面的第一張照片。火星微量氣體任務衛星的科研成果發現火星全球沙塵暴期間的水冰雲增加，確認造成蓋爾隕石坑的火星暖坡季流成因，並發現火星近地表可能埋藏水冰。但對於甲烷的檢測，火星微量氣體任務衛星團隊於2019年4月宣布沒有檢測到任何甲烷痕跡。

## 外部連結
- ESA – ExoMars Trace Gas Orbiter （页面存档备份，存于）
- ESA ExoMars album on Flickr （页面存档备份，存于）
- Trajectory of ExoMars - live tracking on its way to Mars by Technical University of Kosice